# Adur Etxezarreta
Adur Etxezarreta Rezola (San Sebastián, 27 gennaio 1996) è uno sciatore alpino spagnolo.

## Biografia
Specialista delle prove veloci attivo dal gennaio del 2012, Etxezarreta ha esordito in Coppa Europa il 21 dicembre 2017 a Reiteralm in supergigante, senza completare la prova, ai Campionati mondiali a Åre 2019 (40º nella discesa libera, non ha completato il supergigante) e in Coppa del Mondo il 30 novembre 2019 a Lake Louise in discesa libera (59º). Ai Mondiali di Cortina d'Ampezzo 2021 non ha completato né la discesa libera né il supergigante; l'anno dopo, il 14 gennaio 2022, ha conquistato a Tarvisio in discesa libera il primo podio in Coppa Europa (2º) e ai successivi XXIV Giochi olimpici invernali di Pechino 2022, suo esordio olimpico, si è classificato 17º nella discesa libera e non ha completato il supergigante. Ai Mondiali di Saalbach-Hinterglemm 2025 non ha completato la discesa libera.

## Palmarès

### Coppa Europa
- Miglior piazzamento in classifica generale: 32º nel 2022
- 1 podio:
  - 1 secondo posto

### Campionati spagnoli
- 4 medaglie:
  - 1 oro (supergigante nel 2019)
  - 2 argenti (supergigante nel 2014; supergigante nel 2021)
  - 1 bronzo (slalom speciale nel 2013)